# Batalla de Salamina
La batalla de Salamina (en griego: Ναυμαχία τῆς Σαλαμῖνος, Naumakhía tḗs Salamīnos) fue un combate naval, que enfrentó a una alianza de ciudades-estado griegas con la flota del Imperio persa en el 480 a. C. en el golfo Sarónico, donde la isla de Salamina deja dos estrechos canales que dan acceso a la bahía de Eleusis, cerca de Atenas. Este enfrentamiento fue el punto álgido de la segunda guerra médica.
Para frenar el avance persa, los griegos bloquearon el paso de las Termópilas con una pequeña fuerza mientras una armada aliada, formada esencialmente por atenienses, se enfrentaba a la flota persa en los cercanos estrechos de Artemisio. En la batalla de las Termópilas fue aniquilada la retaguardia de la fuerza griega, mientras que en la batalla de Artemisio los helenos sufrieron grandes pérdidas y se retiraron al tener noticia de la derrota en las Termópilas, lo que permitió a los persas conquistar Beocia y el Ática. Los aliados prepararon la defensa del istmo de Corinto al tiempo que su flota se replegaba hasta la cercana isla de Salamina.
Aunque muy inferiores en número, el ateniense Temístocles convenció a los aliados griegos para combatir de nuevo a la flota persa con la esperanza de que una victoria decisiva impidiera las operaciones navales de los medos contra el Peloponeso. El rey persa Jerjes I deseaba un combate definitivo, por lo que su fuerza naval se internó en los estrechos de Salamina y trató de bloquear ambos, pero la estrechez de los mismos resultó un obstáculo, pues dificultó sus maniobras y los desorganizó. Aprovechando esta oportunidad, la flota helena se formó en línea, atacó y logró una victoria decisiva gracias al hundimiento o captura de al menos 200 navíos persas.
Jerjes se tuvo que retirar hacia Asia junto con gran parte de su ejército, pero dejó a su general Mardonio y a sus mejores tropas para intentar completar la conquista de Grecia. Sin embargo, al año siguiente lo que restaba del ejército medo fue derrotado en la batalla de Platea y la armada persa en la batalla de Mícala. Tras estos reveses los persas no volvieron a intentar la conquista del mundo heleno. Las batallas de Salamina y Platea marcaron un punto de inflexión en el curso de las guerras médicas, pues en adelante las polis griegas tomaron la iniciativa y pasaron a la ofensiva. Algunos historiadores creen que una victoria persa en Salamina hubiera alterado profundamente la evolución de la antigua Grecia, y por extensión de todo el mundo occidental, motivo por el que la batalla de Salamina es considerada uno de los combates más importantes de la historia de la humanidad.

## Fuentes

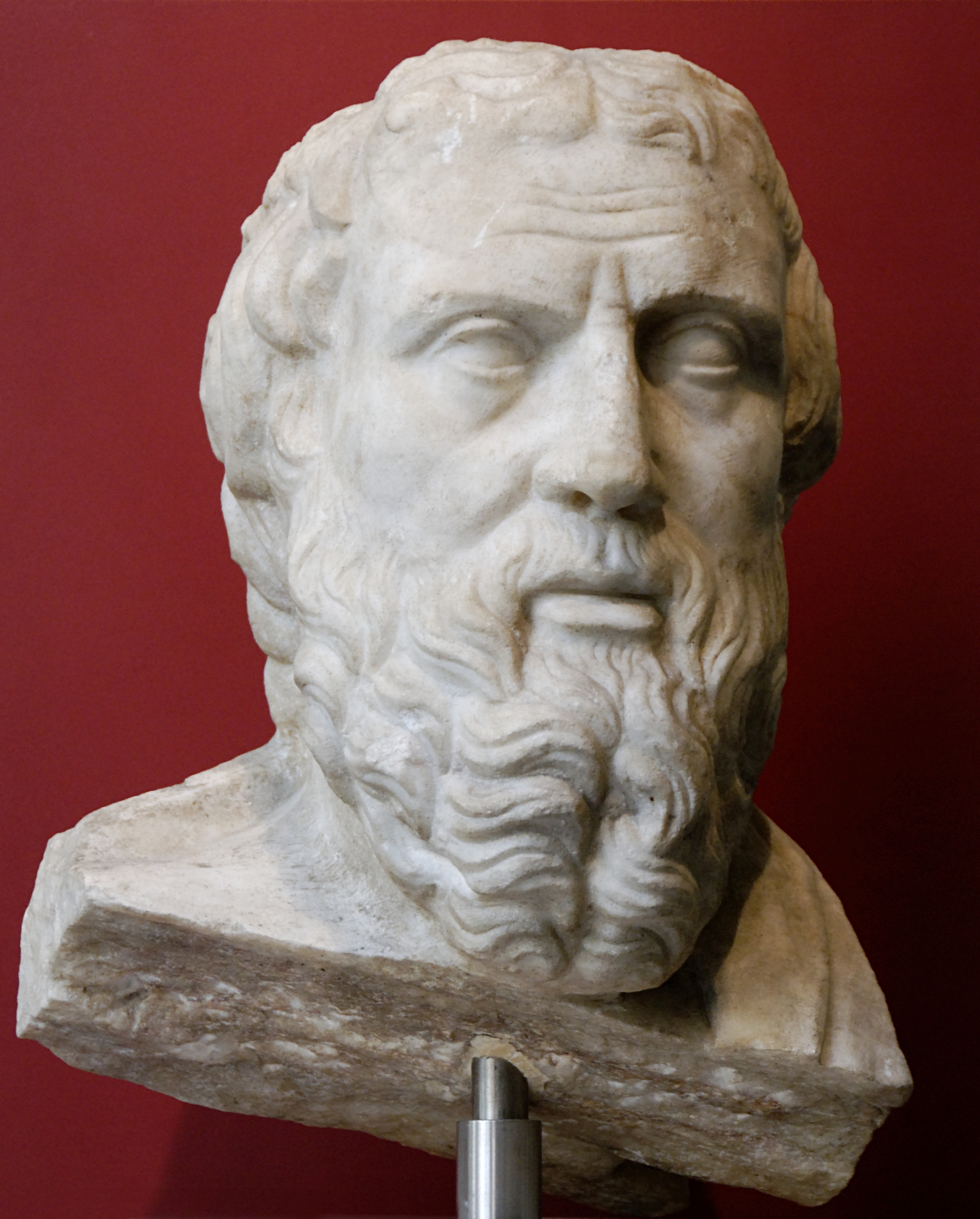
Busto de Heródoto.

## Contexto histórico

Extensión del Imperio aqueménida en el 490 a. C.

Las polis de Atenas y Eretria habían apoyado, sin éxito, una revuelta en Jonia liderada por el sátrapa de Mileto, Aristágoras, entre el 499 y el 494 a. C. contra el Imperio persa de Darío I. El imperio persa era entonces relativamente joven y sufría frecuentes revueltas entre los pueblos que había sometido. A ello se unía que Darío era un usurpador, y hubo de afrontar y extinguir numerosos alzamientos contra su autoridad. La revuelta jonia amenazó la integridad de sus dominios, por lo que el rey persa prometió castigar a todos los involucrados en ella y especialmente a los poderes foráneos que la apoyaron. Al tiempo, Darío vio la oportunidad de expandir su imperio a costa del fragmentado mundo de la antigua Grecia. Con esa intención envió una primera expedición militar al mando de su general Mardonio en el 492 a. C., asegurando las tierras próximas a Grecia gracias a la reconquista de Tracia y a la subyugación del Reino de Macedonia, que pasó a ser vasallo de Persia.
En el 491, Darío envió emisarios a todas las polis griegas exigiendo «tierra y agua» como gesto de sumisión. Habiendo tenido una demostración de su poder el año anterior, la mayoría de ciudades griegas se vieron obligadas a aceptar. En Atenas, sin embargo, los embajadores medos fueron llevados a juicio y ejecutados, mientras que en Esparta simplemente fueron arrojados a un pozo. Ello significó que Esparta estaba, de hecho, en guerra con Persia.
Darío reunió en el 490 una fuerza anfibia de ataque que puso bajo mando de Datis y Artafernes y que atacó Naxos, con lo que consiguió la sumisión del resto de islas Cícladas. Esta fuerza se trasladó después a la ciudad de Eretria, que fue asediada y arrasada. Finalmente, se dirigió a Atenas, para lo que desembarcó en la bahía de Maratón, donde fue enfrentada por un numeroso ejército ateniense. En la resultante batalla de Maratón los atenienses lograron una sonada victoria que obligó a los persas a retirarse a Asia.
El rey Darío comenzó a crear un nuevo y enorme ejército con la intención de subyugar toda Grecia, pero en el 486 a. C. sus súbditos egipcios se alzaron y obligaron a posponer indefinidamente la invasión del mundo heleno. Darío falleció durante la preparación de la marcha a Egipto, y el trono de Persia pasó a su hijo Jerjes I, quien aplastó la revuelta egipcia y rápidamente retomó los preparativos para la invasión de Grecia. Debido a que iba a ser una invasión a gran escala, requirió mucho tiempo de planificación, aprovisionamiento y reclutamiento de tropas. Jerjes decidió crear unos pontones en el estrecho del Helesponto para que su ejército cruzara a Europa, y también que se debía cavar un canal a través del istmo del monte Athos para rodear un promontorio en el que había sido destruida una flota persa en el 492. Estas eran dos hazañas de excepcional ambición solo al alcance de un gran imperio. A comienzos del 480 los preparativos se habían completado y el ejército que Jerjes había reunido en Sardes comenzó a marchar hacia Europa cruzando el Helesponto a través de dos puentes de pontones.

Mapa del mundo griego durante las guerras médicas.

Los atenienses también habían estado preparando la guerra contra los persas desde mediados de la década del 480, y en el 482 tomaron la decisión, bajo guía del político ateniense Temístocles, de construir una enorme flota de trirremes para combatir contra los medos. Sin embargo, los atenienses no tenían hombres suficientes para luchar en tierra y mar, por lo que la lucha contra los persas requeriría una alianza de polis griegas. En el 481 a. C. Jerjes envió embajadores por toda Grecia exigiendo de nuevo «tierra y agua», pero omitió deliberadamente a Atenas y Esparta, polis que comenzaron a aglutinar a apoyos. Se reunió un congreso de polis en Corinto hacia finales del otoño del 481 del que salió una alianza confederada de polis, con el poder de enviar emisarios para pedir ayuda y destacar tropas de las ciudades miembros en puntos defensivos tras realizar consultas. Esto era un hecho sin precedentes en el desunido mundo griego, especialmente si tenemos en cuenta que algunas de las polis estaban técnicamente en guerra entre ellas.
Inicialmente, el congreso estuvo de acuerdo en defender el estrecho del valle de Tempe, en la frontera de Tesalia, para bloquear allí el ejército de Jerjes. Sin embargo, una vez que llegaron al lugar fueron advertidos por Alejandro I de Macedonia de que el valle podía ser atravesado por otro paso, y que el ejército de Jerjes era abrumador, por lo que los griegos se retiraron. Poco después, recibieron la noticia de que los persas habían cruzado el Helesponto, por lo que los aliados adoptaron una segunda táctica. La ruta hacia el sur de Grecia (Beocia, el Ática y el Peloponeso) llevaría al ejército de Jerjes a atravesar el estrecho paso de las Termópilas, que podría ser fácilmente bloqueado por las falanges de hoplitas griegos a pesar de la enorme superioridad numérica del enemigo. Por otra parte, y para evitar que los persas saltaran las Termópilas por mar, los atenienses y sus aliados cerrarían los estrechos de Artemisio. El congreso adoptó esta estrategia dual. Sin embargo, las ciudades del Peloponeso hicieron planes de repliegue para defender el istmo de Corinto si fuera necesario, al tiempo que las mujeres y los niños de Atenas fueron evacuados en masa a la ciudad peloponesia de Trecén.
En una batalla legendaria, un pequeño ejército griego detuvo durante tres días en el paso de las Termópilas a la abrumadoramente superior fuerza persa, hasta que fueron traicionados y flanqueados por un paso de montaña. La mayoría del ejército heleno pudo retirarse, pero la retaguardia, compuesta por espartanos y tespios, fue rodeada y aniquilada. En la simultánea batalla naval de Artemisio se llegó a un punto muerto, pero cuando llegaron las noticias de lo acaecido en las Termópilas, la armada aliada también se retiró, puesto que la defensa de los estrechos de Artemisio ya no tenía sentido.

## Preludio

Movimientos persas y griegos durante las batallas de las Termópilas, Salamina y Platea.

La flota aliada entonces navegó desde Artemisio a Salamina para ayudar en la evacuación final de Atenas. Estando en ruta, Temístocles dejó inscripciones dirigidas a los tripulantes griegos jonios de la flota persa en todas las fuentes de agua en que tendrían que parar, pidiéndoles que desertaran por la causa aliada. Tras su victoria en las Termópilas, el ejército persa procedió a quemar y saquear las ciudades de Beocia que no se habían rendido, Platea y Tespias, antes de marchar hacia la ya evacuada Atenas. Los aliados, esencialmente peloponesios, se prepararon para defender el istmo de Corinto destruyendo el único camino que lo cruzaba y construyendo un muro. Sin embargo, esta estrategia era errónea a menos que la flota aliada fuera capaz de impedir a la flota persa el transporte de tropas a través del golfo Sarónico. En un consejo de guerra convocado tras la evacuación de Atenas, el comandante naval corintio, Adimanto, defendió que la flota debía reunirse frente a la costa del istmo para elaborar un bloqueo. Sin embargo, Temístocles se mostró partidario de una estrategia ofensiva con la finalidad de destruir la superioridad naval persa. Para ello se basó en las lecciones aprendidas en Artemisio, señalando que «una batalla a corta distancia nos beneficia». Su opinión prevaleció y la armada aliada permaneció frente a las costas de Salamina.
El momento exacto de la batalla de Salamina es difícil de definir. Heródoto presenta la batalla como si se hubiera producido inmediatamente después de la captura de Atenas, pero en ningún momento lo dice explícitamente. Si las Termópilas y Artemisio ocurrieron en septiembre, pudo ser así, pero es más probable que los persas emplearan dos o tres semanas tomando Atenas, reparando su flota y reabasteciéndose. Sí sabemos que en algún momento tras la captura de Atenas, Jerjes celebró un consejo de guerra con la flota persa, algo que según Heródoto sucedió en el puerto de Falero. Artemisia, reina de Halicarnaso y comandante de su escuadrón naval dentro de la flota de Jerjes, trató de convencer al rey persa para que esperara a que los aliados se rindieran, pues creía que combatir en Salamina era un riesgo innecesario. El rey Jerjes y su asesor jefe, Mardonio, decidieron atacar de todos modos.

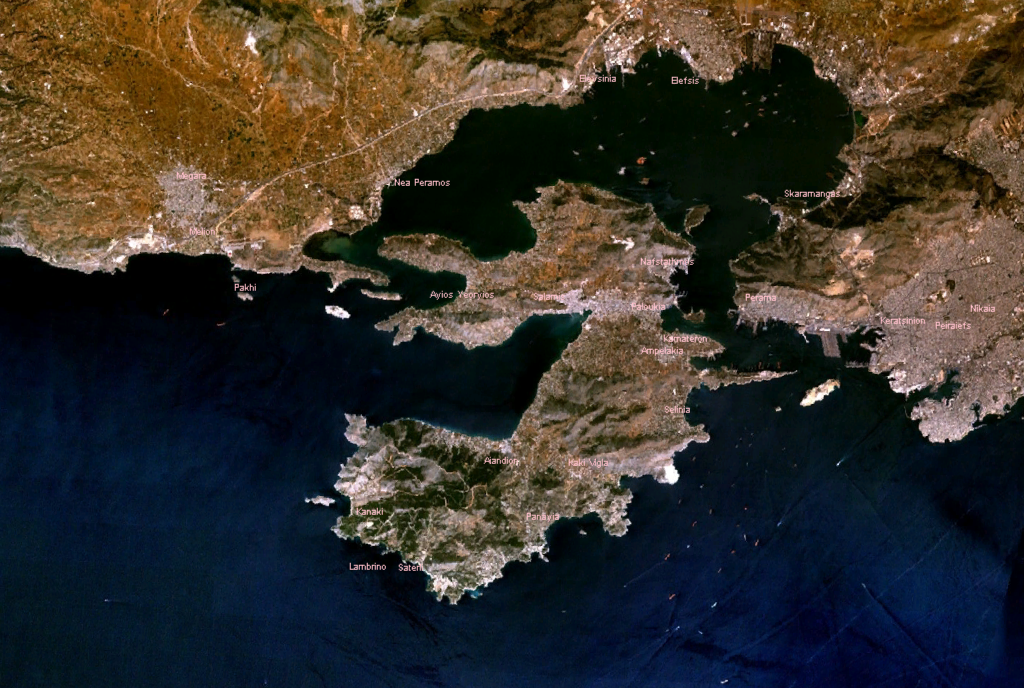
Fotografía de satélite de la isla de Salamina y los estrechos en que se libró la batalla.

Es difícil establecer qué fue lo que llevó finalmente a que se librara la batalla, asumiendo que ninguna de las partes atacó sin premeditación. Está claro que en algún momento antes de la batalla le comenzaron a llegar a Jerjes noticias de las desavenencias en el bando aliado, pues los peloponesios querían evacuar Salamina mientras todavía hubiera tiempo. Esta supuesta división entre los aliados pudo ser simplemente un ardid para forzar a los medos a combatir. Por otra parte, este cambio de actitud entre los aliados (que habían esperado pacientemente frente a Salamina al menos una semana mientras Atenas era saqueada) podía ser una respuesta a las maniobras ofensivas persas. Posiblemente, un ejército persa había sido enviado a marchar contra el istmo para probar el nervio de la flota.
Sea como fuere, cuando Jerjes recibió las noticias ordenó a su flota salir a patrullar frente a las costas de Salamina y bloquear la salida sur. Luego, al atardecer, ordenó que se retiraran, seguramente para tentar a los aliados a emprender una evacuación apresurada. Esa noche Temístocles intentó lo que hoy nos parece un éxito espectacular del uso de la desinformación. Envió a Jerjes un sirviente, Sicino, con un mensaje proclamando que Temístocles estaba «del lado del rey, y prefería que prevaleciera su causa a la de los helenos». Temístocles decía que el mando aliado estaba enfrentado, que los peloponesios planeaban evacuar esa misma noche y que, para conseguir la victoria, todo lo que los persas tenían que hacer era bloquear los estrechos. Y eso era exactamente lo que Jerjes quería oír, que los atenienses podrían estar dispuestos a someterse a él y que sería capaz de destruir al resto de la flota aliada. Jerjes mordió el anzuelo y la flota persa fue enviada esa misma noche para iniciar el bloqueo. El rey persa ordenó que se dispusiera un trono en las laderas del monte Aigaleo, con vistas al estrecho, para presenciar la batalla de manera inmejorable y anotar los nombres de los comandantes que mejor se desempeñaran.
De acuerdo con Heródoto, los aliados pasaron la noche discutiendo acaloradamente el curso de las acciones. Los peloponesios querían evacuar, y fue en ese punto cuando Temístocles intentó su truco con Jerjes. No fue hasta que apareció Arístides, general ateniense exiliado que llegó esa noche seguido por algunos desertores de los persas, con noticias sobre el despliegue de la flota persa, que los peloponesios aceptaron que no tenían escapatoria y debían luchar. Sin embargo, se ha sugerido con razón que los peloponesios tomaron parte en el ardid de Temístocles y que aceptaron serenamente que tenían que luchar en Salamina. La armada aliada pudo así prepararse adecuadamente para la inminente batalla, mientras que los persas pasaron la noche en el mar, buscando sin éxito la supuesta evacuación griega. La mañana siguiente los persas navegaron a los estrechos para atacar a la flota helena. No está claro cuándo, cómo ni por qué se tomó esta decisión, pero sí es evidente que buscaron el combate con los aliados.

## Las fuerzas enfrentadas

### La flota griega

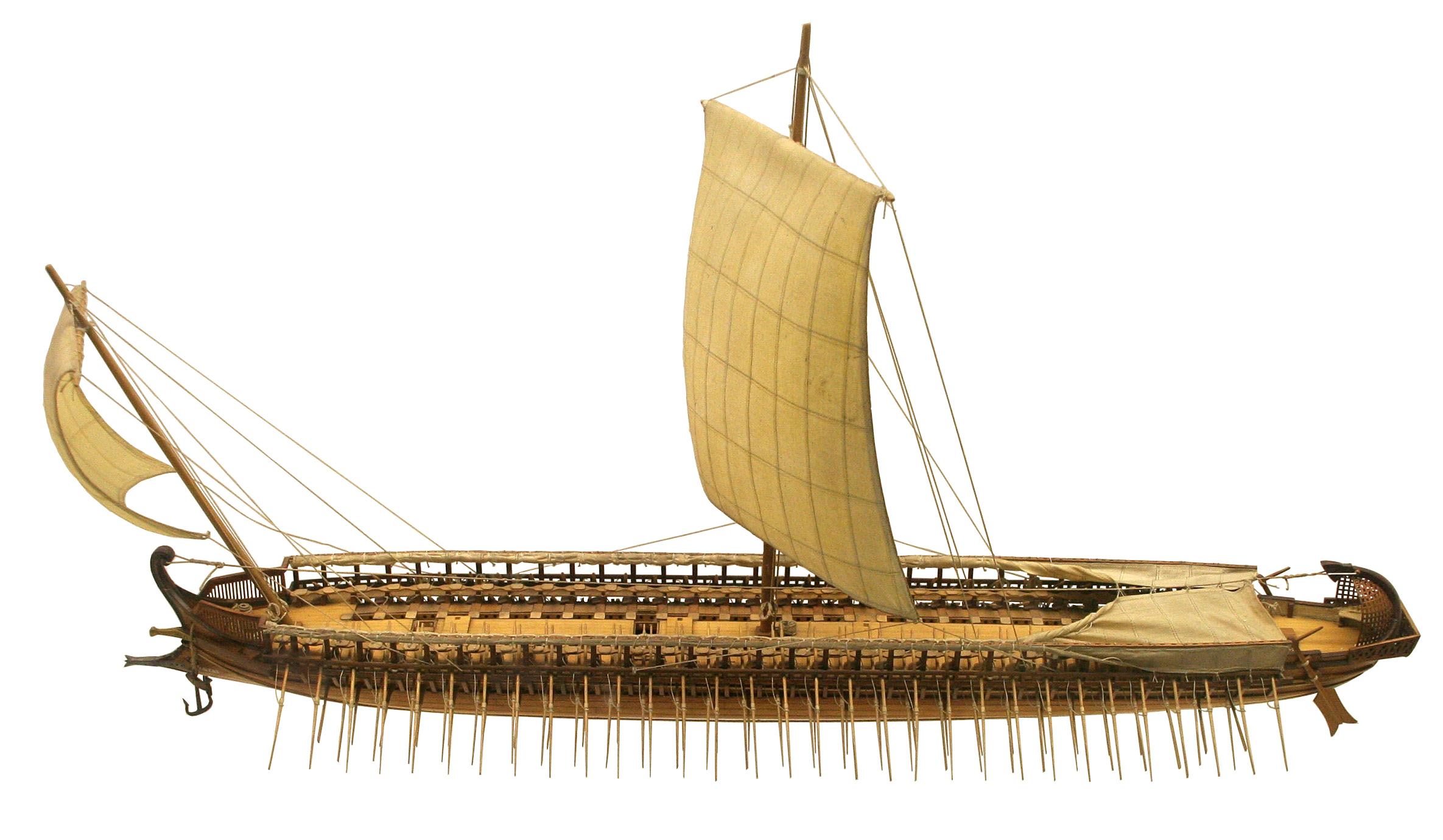
Maqueta de un trirreme griego.

Heródoto afirma que la flota aliada estaba compuesta por 378 trirremes y enumera la contribución particular de cada polis griega, tal y como se muestra en la tabla de la derecha. Sin embargo, la suma de los contingentes de cada ciudad arroja el número de 366. El historiador no especifica que los 378 navíos combatieran en Salamina («Todos vinieron a la guerra aportando trirremes… El número total de barcos… era de trescientos setenta y ocho»), y además afirma que los eginetas «tenían otras naves tripuladas, pero protegían su propia tierra con ellas y lucharon en Salamina con las treinta que estaban en condiciones de navegar». Por lo tanto, se ha supuesto que la diferencia entre los números obedece a que se dejó una guarnición de doce naves en Egina. Siempre según Heródoto, otros dos barcos desertaron de la flota persa para unirse a la griega, uno antes de Artemisio y otro antes de Salamina, por lo que la fuerza helena total en Salamina habría sido de 368 navíos (o 380).
Según el dramaturgo ateniense Esquilo, que luchó en Salamina, la flota griega contaba con 310 trirremes (la diferencia está en el número de naves atenienses). Ctesias dice que la armada ateniense solo tenía 110 trirremes, lo que coincide con los números de Esquilo, y el político Hipérides sostiene que la flota aliada tenía solo 220 barcos. La flota aliada estaba de hecho bajo mando del ateniense Temístocles, aunque nominalmente la dirigía el general espartano Euribíades según se había acordado en el congreso del 481 a. C. Aunque Temístocles había intentado ostentar el liderazgo de la flota, el resto de polis se opusieron y Esparta, ciudad sin tradición naval, recibió el compromiso de mandar la armada.
| Ciudad                                                                            |               | Ciudad   |     | Ciudad  | Número de naves |
| --------------------------------------------------------------------------------- | ------------- | -------- | --- | ------- | --------------- |
| Atenas                                                                            | 180           | Corinto  | 40  | Egina   | 30              |
| Calcis                                                                            | 20            | Megara   | 20  | Esparta | 16              |
| Sición                                                                            | 15            | Epidauro | 10  | Eretria | 7               |
| Ambracia                                                                          | 7             | Trecén   | 5   | Naxos   | 4               |
| Léucade                                                                           | 3             | Hermíone | 3   | Estira  | 2               |
| Citnos                                                                            | 1 (1)         | Ceos     | 2   | Milo    | (2)             |
| Sifnos                                                                            | (1)           | Serifos  | (1) | Crotona | 1               |
| Total                                                                             | 366 o 378 (5) |          |     |         |                 |
| Los números entre paréntesis indican pentecónteros (galeras de cincuenta remeros) |               |          |     |         |                 |

### La flota aqueménida

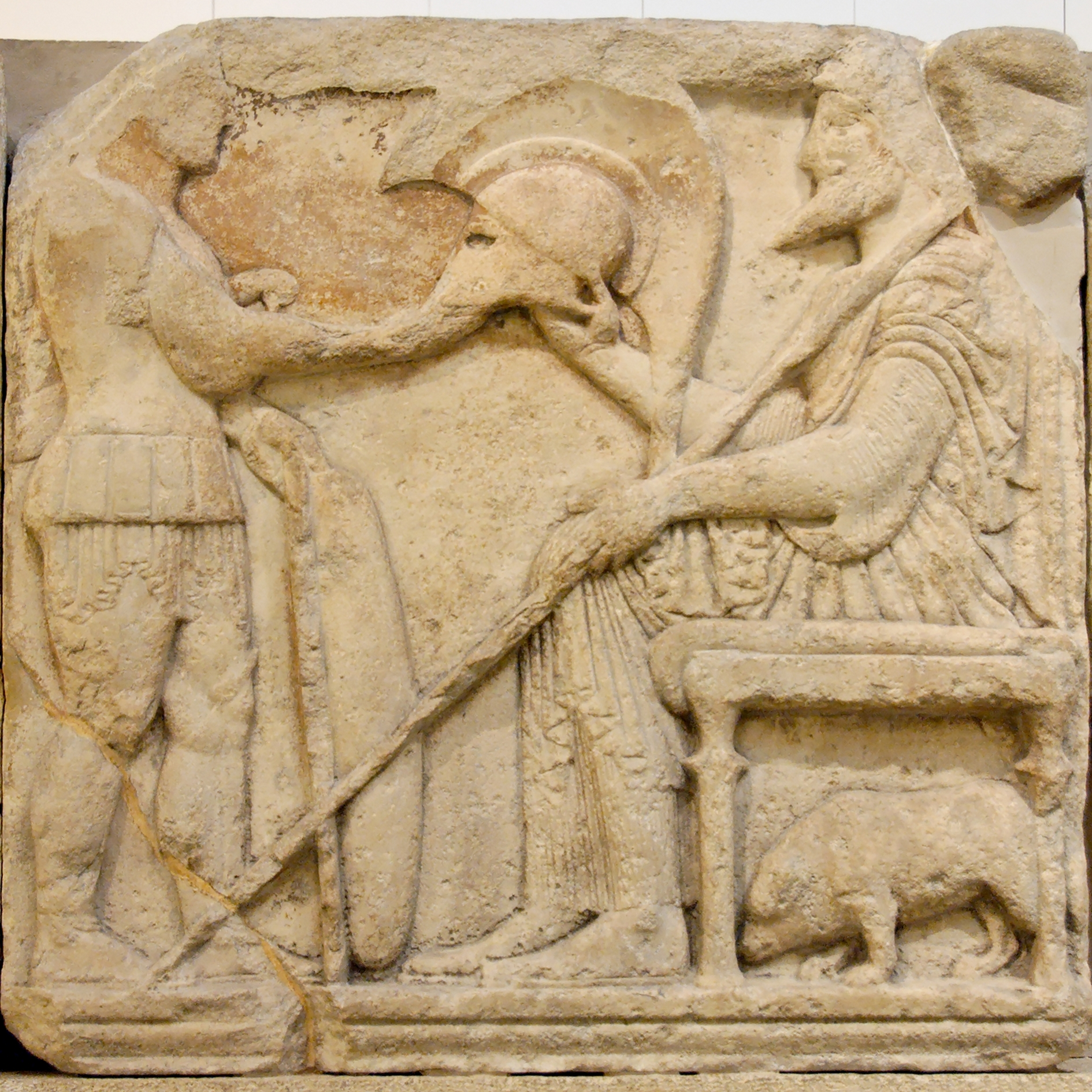
La dinastía Licia aportó 50 naves a la flota aqueménida. Relieve del Monumento de las Harpías, en la acrópolis de Janto.

Heródoto nos dice que en principio la flota persa estaba compuesta por 1207 trirremes, pero reconoce que los medos perdieron aproximadamente un tercio de esos navíos en una tormenta frente a la costa de Magnesia, doscientos más en otra tormenta frente a Eubea y al menos cincuenta en el combate de Artemisio contra los aliados. Heródoto afirma que esas pérdidas fueron repuestas en su totalidad, pero solo menciona como refuerzo los 120 barcos de los griegos de Tracia y las islas cercanas. El dramaturgo Esquilo, que combatió en Salamina, también dice que encararon a 1207 barcos de guerra persas, de los cuales 207 eran «barcos rápidos». Diodoro Sículo y Lisias afirman por separado que había 1200 barcos en la flota persa reunida en Doriskos en la primavera del 480 a. C. El número de 1207 también es aportado por Éforo de Cime, mientras que su maestro Isócrates sostiene que había 1300 naves en Doriskos y 1200 en Salamina. Ctesias da otro número, 1000 naves, mientras que Platón, hablando en términos generales, refiere la presencia de al menos 1000 barcos persas.
Heródoto ofrece una lista precisa de las naves de varias naciones que componían la flota aqueménida:
| Nación   |      | Nación |     | Nación              | Número de naves |
| -------- | ---- | ------ | --- | ------------------- | --------------- |
| Fenicia  | 300  | Egipto | 200 | Chipre              | 150             |
| Cilicia  | 100  | Jonia  | 100 | Frigia helespóntica | 100             |
| Caria    | 70   | Eólida | 60  | Licia               | 50              |
| Panfilia | 30   | Dorios | 30  | Cícladas            | 17              |
| Total    | 1207 |        |     |                     |                 |

El número de 1207 naves aparece muy pronto en el registro histórico, en el 472 a. C., y los griegos parecen unánimemente convencidos de haberse enfrentado a un elevado número de barcos medos. Debido a la relativa concordancia de las fuentes antiguas sobre este particular, muchos historiadores actuales se han inclinado por aceptar la cifra de 1207 como el tamaño inicial de la flota persa. Otros estudiosos rechazan estos números y ven 1207 más como una referencia el tamaño de la flota combinada griega de la Ilíada, y afirman que los persas podrían haber lanzado al mar Egeo no más de 600 navíos. Muchos historiadores parecen aceptar el número de 600-800 barcos persas en Salamina, aproximación que se elabora sumando los cerca de 550 barcos que los persas tenían tras Artemisio con los 120 navíos de refuerzo cuantificados por Heródoto.

## Consideraciones estratégicas y tácticas

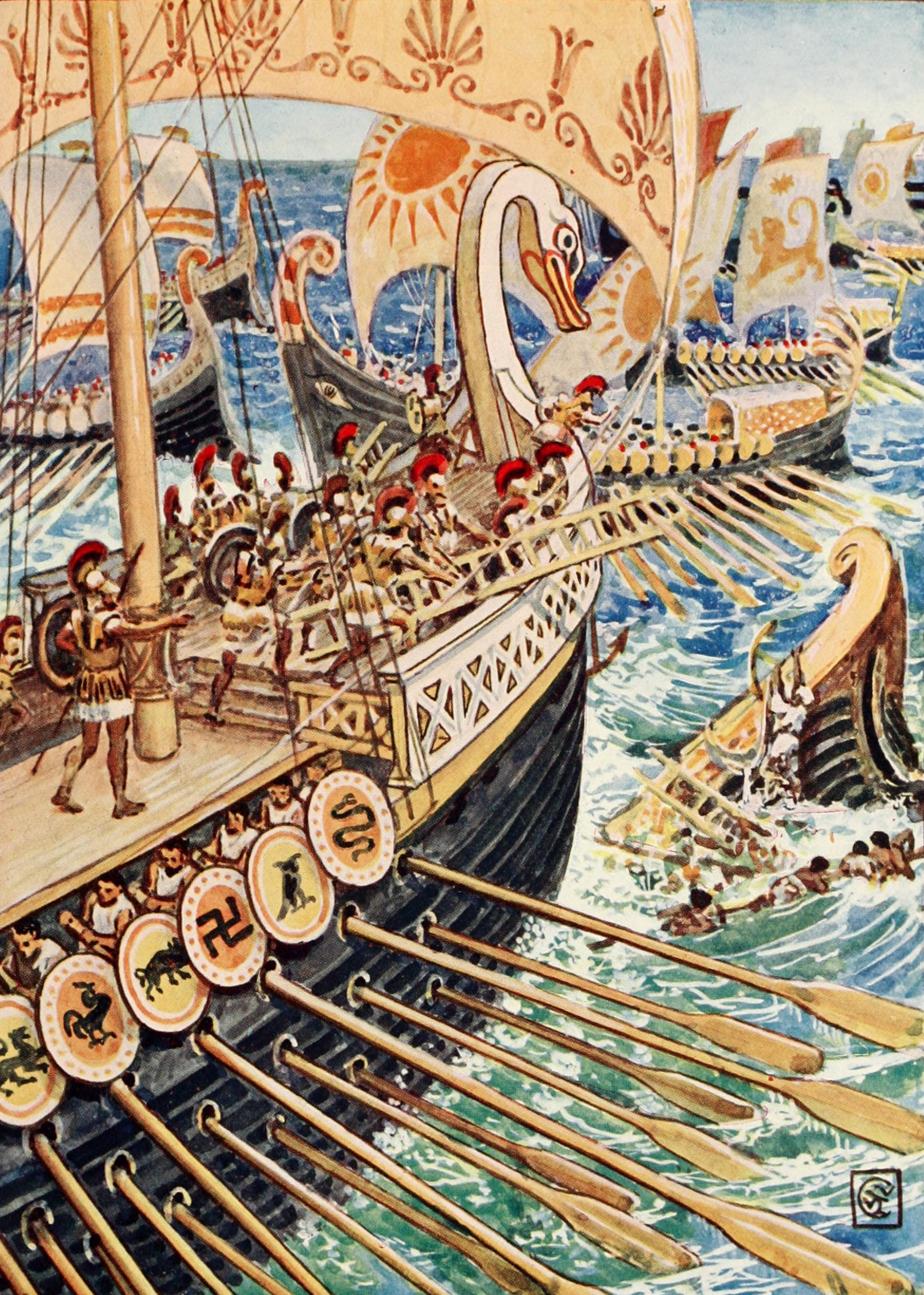
La batalla de Salamina según una ilustración del.

La estrategia global de los persas para la invasión del 480 a. C. fue abrumar a los griegos con una masiva fuerza e intentar completar la conquista de Grecia en una sola campaña. Por el contrario, los griegos buscaron hacer el mejor uso posible de su reducido número con la defensa de enclaves concretos para así mantener a los persas en campaña el mayor tiempo posible. Jerjes obviamente no había previsto esa resistencia, pues de ser así habría iniciado la campaña bastante antes (y tampoco habría esperado cuatro días en las Termópilas dando tiempo a los helenos para dispersarse). El tiempo era entonces esencial para los persas, pues la enorme fuerza invasora no podía ser mantenida indefinidamente ni Jerjes quería estar tanto tiempo fuera de su imperio. Las Termópilas demostraron que era inútil un asalto frontal contra las bien defendidas posiciones griegas, y con los helenos ya atrincherados en el istmo de Corinto, había pocas posibilidades de conquistar el resto de Grecia por tierra. Sin embargo, como también se demostró en las Termópilas, si los griegos podían ser flanqueados, su reducido número de tropas podía ser aniquilado. Un movimiento envolvente en el istmo requería del uso de la flota persa, y por tanto de la destrucción de la flota griega. En resumen, si Jerjes destruía la flota aliada estaría en una posición inmejorable para forzar la rendición de los griegos, y ello parecía la única esperanza de lograr concluir la guerra en esa campaña. Por el contrario, evitando la destrucción o, como Temístocles esperaba, paralizando a la flota persa, los griegos podían evitar ser conquistados.
Sin embargo, no era estratégicamente necesario para los persas luchar en Salamina. De acuerdo con Heródoto, la reina Artemisia de Caria se lo señaló a Jerjes en el preludio de Salamina, afirmando que luchar en el mar era un riesgo innecesario, y recomendando en su lugar:

Si no se apresura a combatir en el mar y mantiene sus barcos aquí y cerca de tierra, o incluso avanza al Peloponeso, entonces, mi señor, logrará cumplir fácilmente lo que tenía en mente cuando vino aquí. Los helenos no serán capaces de resistir contra usted durante mucho tiempo, los dispersará y cada uno huirá a su ciudad.

La flota persa todavía era lo suficientemente grande como para bloquear a la armada aliada en los estrechos y hacer desembarcar tropas en el Peloponeso. Sin embargo, a fin de cuentas ambos bandos estaban preparados para arriesgarlo todo en una batalla naval, con la esperanza de alterar decisivamente el curso de la guerra.
Los persas contaban con una ventaja táctica considerable, y no solo por su número muy superior, sino porque tenían mejores barcos. Lo de mejores barcos que menciona Heródoto era debido probablemente a la superior marinería de sus tripulantes, pues la mayoría de los barcos atenienses eran de nueva construcción y estaban tripulados por hombres inexpertos. La táctica naval más común en el Mediterráneo era embestir con los espolones con que estaban equipados los trirremes y abordar la nave enemiga con la infantería, lo que venía a ser una batalla terrestre sobre la cubierta de los barcos. En esa época los persas y los griegos asiáticos habían comenzado a emplear una técnica conocida como diekplous, que no está claro qué era, pero probablemente implicaba que una nave penetrara entre otras dos enemigas y las embistiera en sus bandas. Esta maniobra requeriría una considerable maestría en la navegación a vela y es más probable que la emplearan los persas. Los aliados, sin embargo, desarrollaron tácticas para contrarrestarla.
Se ha debatido mucho sobre la naturaleza de la flota aliada en comparación con la persa, especialmente sobre la afirmación de Heródoto de que los barcos aliados eran más pesados y, por ende, menos maniobrables. La causa de este mayor desplazamiento no se conoce, pues los barcos aliados podían ser más voluminosos, o estar anegados debido a que no se habían secado durante el invierno, pero no hay evidencia para ninguna de estas sugerencias. Se ha especulado también con que el mayor desplazamiento de las naves griegas se debiera al peso del equipamiento de los hoplitas (veinte hoplitas con sus armaduras podían pesar más de dos toneladas). Este peso extra, cualquiera que fuera su causa, reduciría todavía más la posibilidad de emplear el diekplous. Por tanto, si sus barcos eran menos maniobrables es probable que los aliados hubieran embarcado infantería extra, puesto que el abordaje era su táctica principal, y ello a pesar de que hiciera más pesadas sus naves. De hecho, Heródoto afirma que los griegos capturaron barcos en Artemisio, en lugar de hundirlos. También se ha propuesto que el peso de los barcos helenos pudo hacerlos más estables al viento que soplaba frente a las costas de Salamina y más resistentes ante las embestidas de los espolones de los barcos persas.
Tácticamente hablando entonces, una batalla en mar abierto hubiera beneficiado a los persas por su superior marinería y número. Para los griegos, la única esperanza real de lograr una victoria definitiva era atraer a los persas a un lugar estrecho, donde su número no sería tan decisivo. En la batalla en Artemisio habían intentado minimizar la ventaja numérica persa, pero al final los griegos se dieron cuenta de que necesitaban un paso aún más estrecho para derrotarlos. Por lo tanto, internándose en los canales de Salamina para atacar a los helenos, los persas estaban jugando en el terreno que quería su enemigo. Está claro que los persas no habrían hecho eso de no estar seguros de su victoria, por lo que es evidente que el ardid de Temístocles desempeñó un papel clave para inclinar la balanza a favor de los griegos. Salamina fue, para los persas, una batalla innecesaria y un error estratégico.

## La batalla
El desarrollo de la batalla de Salamina no está muy bien descrito por las fuentes antiguas y es poco probable que algunos de los que estuvieron implicados en ella, a excepción de Jerjes desde su privilegiado trono, tuviera una idea clara de lo que estaba sucediendo en todo lo ancho de los estrechos. Lo que sigue es más una reconstrucción perfectamente discutible que un relato definitivo del combate naval.

### Disposiciones

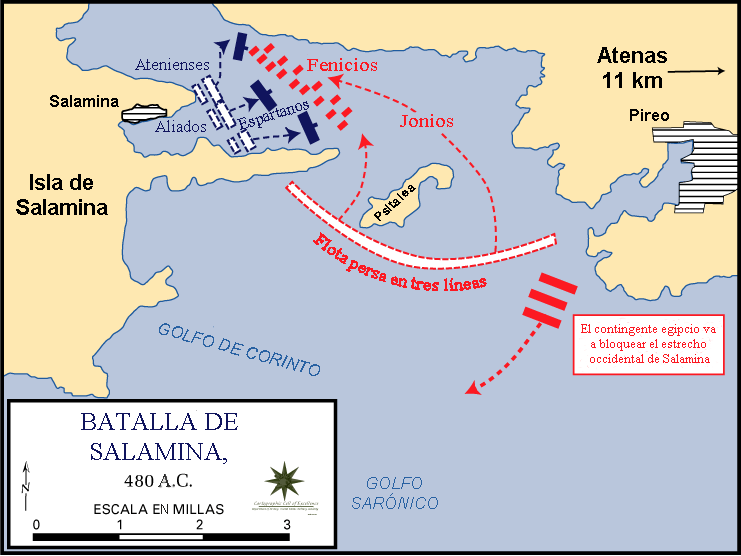
Movimientos iniciales de las flotas griega y persa en Salamina: los efectivos persas aparecen en rojo y los griegos en azul.

En la flota aliada, los atenienses estaban a la izquierda, en la derecha probablemente los espartanos (aunque Diodoro dice que allí estaban los barcos de Megara y Egea) y en el centro el resto de aliados. La flota aliada probablemente formó en dos líneas, ya que los estrechos no tienen anchura para una única línea de navíos. Heródoto habla de una flota helena alineada de norte a sur, probablemente con el flanco norte frente a la costa de la actual islote de Agios Georgios, y el flanco sur junto a la costa del cabo Vavari, parte de Salamina. Diodoro sugiere que la flota helena estaba alineada de este a oeste, atravesando los estrechos entre Salamina y el monte Aigaleos, pero ello es poco probable porque los aliados tendrían de este modo uno de sus flancos muy cerca de un territorio ocupado por los persas.
Parece seguro que la flota meda fue enviada a bloquear la salida de los estrechos la tarde antes de la batalla. Heródoto creyó que la flota persa en realidad entró en los estrechos al caer la noche con la intención de capturar a los aliados que huían. Sin embargo, y aunque algunos creen el relato de Heródoto, los historiadores actuales han discutido largamente este punto en consideración de las grandes dificultades para maniobrar en un espacio tan confinado en la oscuridad. Así pues, hay dos posibilidades: que durante la noche los persas simplemente bloquearon la salida de los estrechos y entraron en ellos al amanecer, o que entraron en los estrechos y se desplegaron para la batalla durante la noche. Independientemente de cuándo lo intentaron, parece evidente que los persas viraron su flota frente a la punta del cabo Vavari, por lo que a partir de una alineación inicial este-oeste (bloqueando la salida) acabaron en una disposición norte-sur (ver mapa). Parece que la flota persa se desplegó en tres líneas, según Esquilo, con la poderosa flota fenicia en su flanco derecho junto al monte Aigaleos, el contingente jonio en el flanco izquierdo y el resto en el centro.
Diodoro dice que la flota egipcia fue enviada a circunnavegar Salamina por el sur y bloquear la salida norte de los estrechos. Si Jerjes quería atrapar completamente a los aliados, esta maniobra tendría sentido (especialmente si esperaba que los aliados no lucharan). Sin embargo, Heródoto no menciona esto, lo que ha llevado a algunos historiadores modernos a desestimar este detalle. Jerjes también había desplegado unos 400 soldados en la isla llamada Psitalea, en el centro de la salida de los estrechos, con la orden de matar o capturar a cualquier griego que pusiera pie en ella como consecuencia de un naufragio o un encallamiento.

### Fase inicial
Independientemente del momento en el que penetraran en el estrecho, los navíos persas no iniciaron el ataque hasta el amanecer. Puesto que, después de todo, no tenían previsto huir, los aliados pasaron la noche preparándose para la batalla y, tras un discurso de Temístocles, la infantería embarcó, lista para navegar. Heródoto afirma que esto sucedió de madrugada y que «como los aliados pretendían salir al mar, los bárbaros los atacaron». Si los persas no entraron en los estrechos hasta el amanecer, los aliados tuvieron tiempo de tomar posiciones de una forma más ordenada.

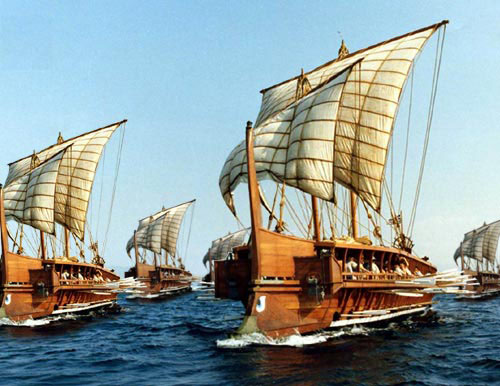
Recreación moderna de los trirremes de la Antigua Grecia.

Esquilo afirma que a medida que se aproximaban los medos (comentario que puede indicar que no estaban en los estrechos al amanecer) pudieron oír a los griegos cantando su himno de batalla (peán) incluso antes de ver a la armada aliada:
Ὦ παῖδες Ἑλλήνων ἴτε,
ἐλευθεροῦτε πατρίδ', ἐλευθεροῦτε δὲ
παῖδας, γυναῖκας, θεῶν τέ πατρῴων ἕδη,
θήκας τε προγόνων:
νῦν ὑπὲρ πάντων ἁγών.
Adelante, hijos de los griegos,
liberad la patria,
liberad a vuestros hijos, a vuestras mujeres,
los altares de los dioses de vuestros padres,
y las tumbas de vuestros antepasados:
es hora de luchar por todo.
Heródoto cuenta que, de acuerdo con los atenienses, al comienzo de la batalla los corintios izaron sus velas y comenzaron a alejarse en dirección norte. Sin embargo, el historiador también dice que otros griegos desmienten esto. Si esto ocurrió realmente, se puede interpretar que esos barcos habían sido enviados a reconocer la salida norte de los estrechos, por donde debía llegar el destacamento egipcio para rodear a los aliados (si es que esto también sucedió). Otra posibilidad, que no excluye a la anterior, es que la partida de los corintios provocara la aproximación final de los persas, quienes pudieron interpretar que la armada aliada se estaba desintegrando. En cualquier caso, si los corintios llegaron a partir, también es cierto que regresaron enseguida a la batalla.
Mientras se aproximaban a los aliados en los angostos estrechos, los persas al parecer se desorganizaron y hacinaron. Por otra parte, también es evidente que, lejos de dividirse, la flota griega estaba alineada y lista para atacar. A pesar de ello no atacaron inmediatamente y dieron impresión de mantenerse alejados por temor al enemigo. Según Plutarco, trataban de obtener una mejor posición y ganar tiempo hasta la llegada del viento matutino. Heródoto narra una leyenda que dice que, en vista del repliegue de la flota helena, una mujer se les apareció y les dijo «Locos, ¿cuánto tiempo vais a permanecer replegados?». Sin embargo, sugiere más acertadamente que, mientras los aliados esperaban en el fondo del estrecho, una única nave se adelantó para embestir al barco persa más cercano. Los atenienses afirmaron que este barco pertenecía al también ateniense Ameinias de Palene, mientras que los de Egina dijeron que era uno de los suyos. A continuación toda la flota griega hizo lo mismo y se lanzó contra la desorganizada línea de batalla persa.

### Combate

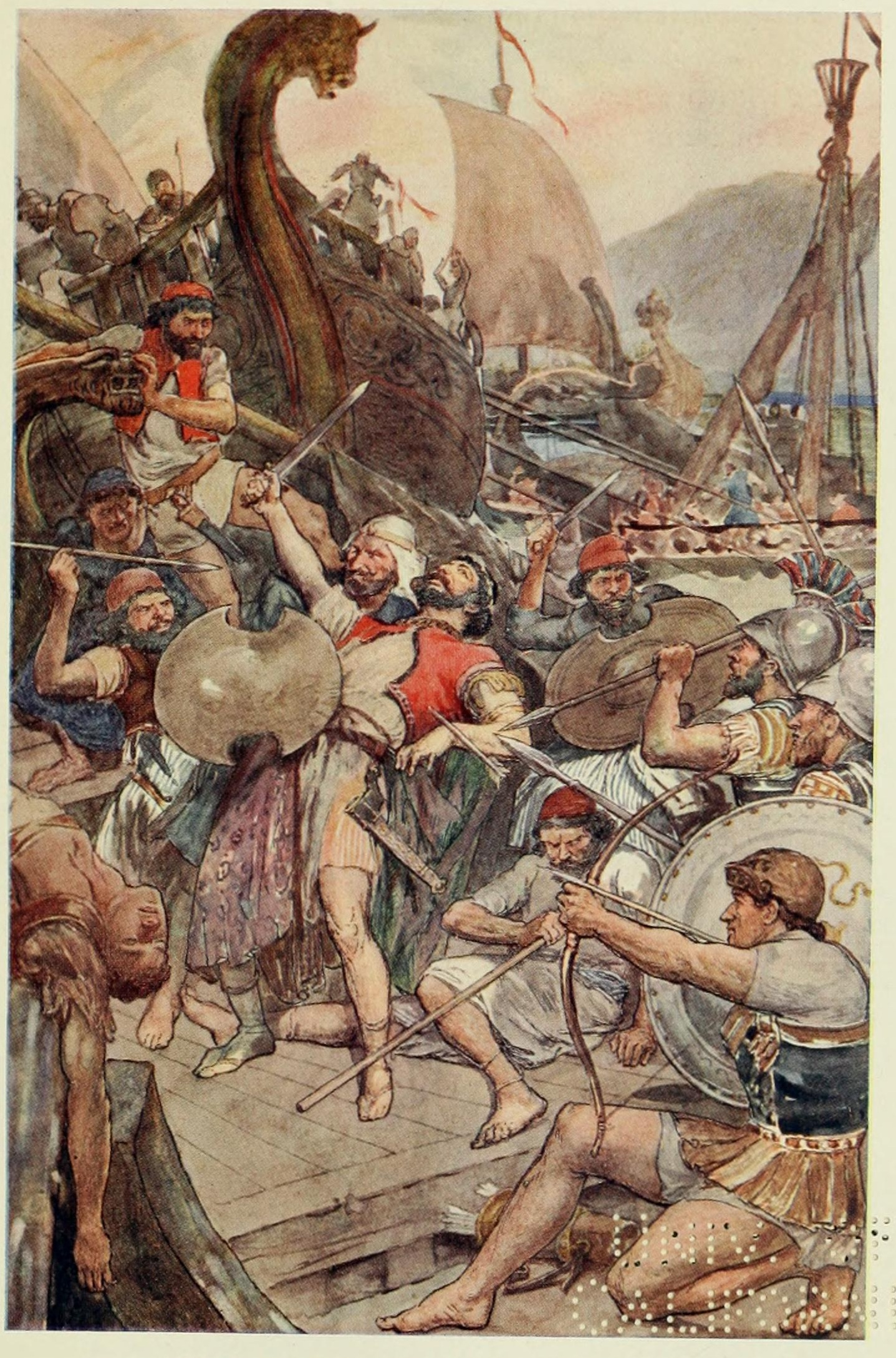
Muerte del general persa Ariabignes —hermano de Jerjes— al inicio de la batalla. Ilustración de 1910 de William Rainey.

Los detalles del resto de la batalla son generalmente superficiales, pues ninguno de los implicados pudo tener una visión general de lo que estaba ocurriendo. Los trirremes contaban, por lo general, con un gran espolón con forma de carnero en la proa con el que podían embestir y hundir naves enemigas, o al menos inutilizar los remos de una de sus bandas. Si la embestida inicial no era exitosa, se producía un abordaje de la infantería y combates cuerpo a cuerpo similares a los de las batallas en tierra. Por ello, ambos bandos llevaban soldados embarcados, en el caso de los griegos los temibles hoplitas y en el de los persas infantería iraní con armamento y protecciones más ligeras.
Una vez que la primera línea de barcos persas fue embestida por los helenos, esta obstaculizó las acciones de la segunda y tercera línea. En el flanco izquierdo de los griegos el almirante persa Ariamenes, hermano de Jerjes, cayó muerto muy pronto. Sin liderazgo y desorganizados, los escuadrones fenicios fueron empujados hacia la costa, donde muchos de sus barcos quedaron varados. En el centro, los barcos aliados hicieron cuña a través de las naves persas y dividieron a la armada meda en dos.
Heródoto cuenta que Artemisia, reina de Halicarnaso y comandante del contingente de Caria, fue perseguida por el barco de Ameinias de Palene. En su empeño de escapar, ella embistió y atacó a otro barco persa, lo que hizo creer al ateniense que era una aliada y desistió de perseguirla. Sin embargo, Jerjes, viendo la acción, pensó que la reina había atacado con éxito a un barco aliado, y comparando con el pobre desempeño de sus otros comandantes, comentó que «Mis hombres se han convertido en mujeres, y mis mujeres en hombres».
La flota persa comenzó a retroceder hacia Falero, pero según Heródoto, fue emboscada por los eginetas cuando trataban de salir de los estrechos. Los restantes barcos persas llegaron como pudieron al puerto de Falero junto al resto del ejército persa. Entonces el general ateniense Arístides lideró un destacamento de soldados hasta el islote de Psitalea para aniquilar a la guarnición que Jerjes había dejado allí. Heródoto no menciona el número exacto de bajas persas en la batalla, pero dice que al año siguiente la flota meda contaba con 300 trirremes. El número de bajas entonces depende de la cifra de naves que iniciaron el combate, por lo que unas 200-300 parecen unas cantidades razonables, siempre sobre la base del tamaño estimado de la fuerza invasora. Heródoto asegura que los persas sufrieron muchas más bajas que los aliados, en parte porque la mayoría de asiáticos no sabía nadar. Jerjes, sentado en su trono del monte Aigaleos, fue testigo de la masacre de su armada. Algunos capitanes de los barcos fenicios naufragados trataron de culpar a los jonios por su cobardía ante el final de la batalla. Jerjes, visiblemente enfadado y habiendo sido testigo de cómo los jonios apresaban una nave de Egina, ordenó decapitar a los fenicios por intentar calumniar a «hombres más nobles».

## Consecuencias

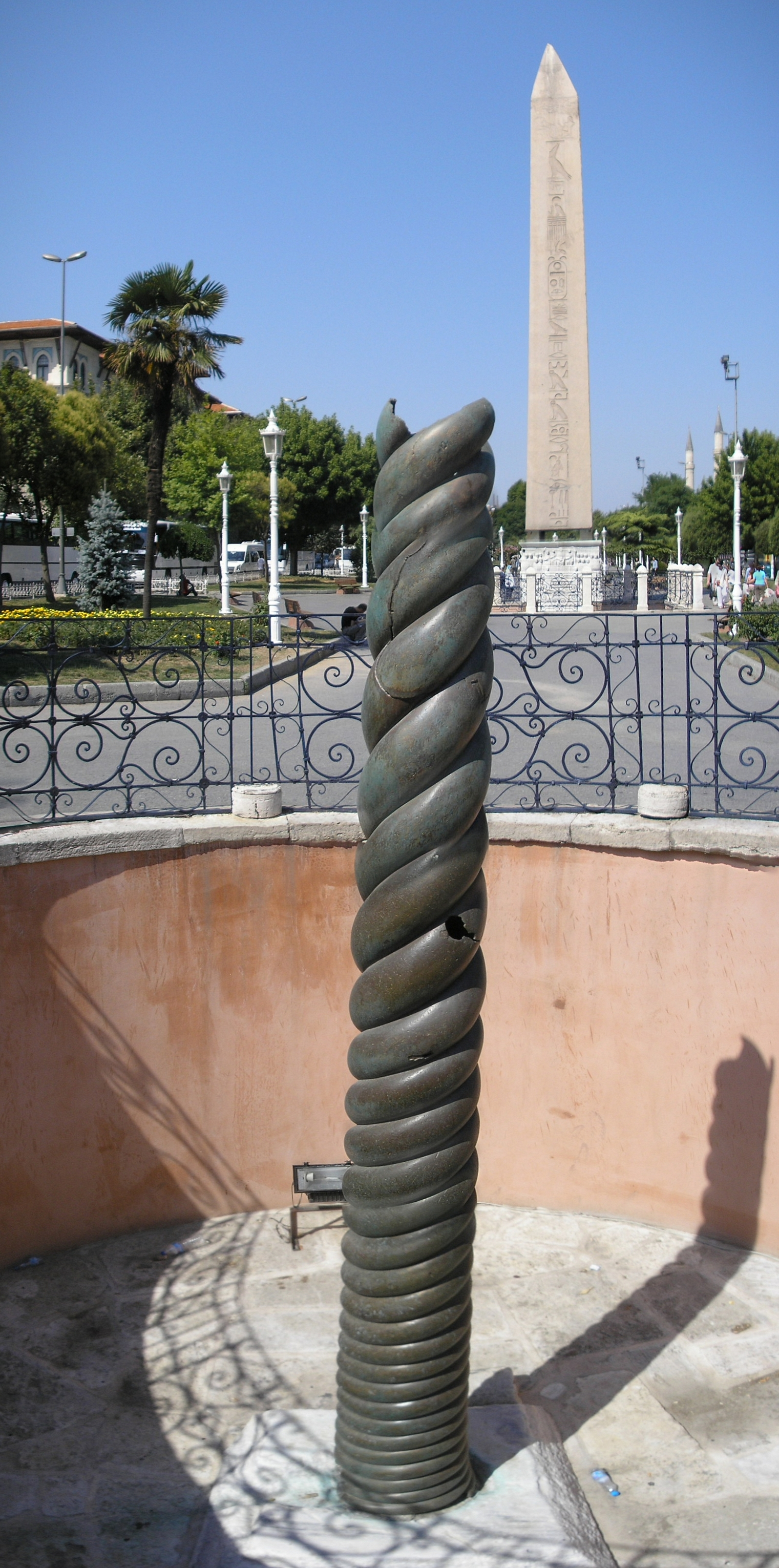
La Columna de las Serpientes, un monumento a la alianza dedicado por los victoriosos aliados tras la batalla de Platea. Hoy se encuentra en el Hipódromo de Constantinopla.

Inmediatamente después de la batalla en Salamina, Jerjes intentó construir un puente de pontones a través de los estrechos con la finalidad de hacer atravesar a su ejército para atacar a los atenienses. Sin embargo, con la flota aliada ya patrullando el estrecho, este empeño resultó inútil. Heródoto nos narra que el rey persa celebró un consejo de guerra en el que su general Mardonio trató de aclarar la derrota:

No tenéis, señor, por qué apesadumbraros por la desgracia que acaba de sucedernos, ni darlo todo ya por perdido, como si fuera esta una derrota decisiva; que no depende todo del fracaso de cuatro maderos, sino del valor de los infantes y caballos. Es esto en tanto grado verdad, que de todos esos que se lisonjean de haberos dado un golpe mortal, ni uno solo habrá que saltando de sus buques se atreva a haceros frente, ni os la hará nadie de todo ese continente ya que los que tal nos intentaron, pagaron bien su temeridad. Digo, pues, que si a bien lo tenéis, nos echemos desde luego contra el Peloponeso; y si tenéis por mejor el dejarlo de hacer, en vuestra mano está dejarlo. Lo que importa es el no caer de ánimo; pues claro está que no les queda a los griegos escape alguno para no venir a ser esclavos vuestros, pagándoos con eso el castigo de lo que acaban de hacer ahora y de lo que antes hicieron: soy, pues, de opinión que así lo verifiquéis. Si estáis con todo resuelto a retiraros con el ejército, otra idea se me ofrece en este caso. Soy de parecer que no lo hagáis con nosotros de manera que esos griegos se burlen y rían de los persas. Nada se ha malogrado, señor, por parte de los persas, ni podéis decir en qué acción no hayan cumplido todo su deber, pues en verdad no tienen ellos la culpa de tal desventura. Esos fenicios, esos egipcios, esos chipriotas, esos cilicios, son y han mostrado ser unos cobardes. Supuesto, pues, que no son culpables los persas, si no queréis quedaros aquí, volveos en hora buena a vuestra casa y corte, llevando en vuestra compañía el grueso del ejército; que a mi cuenta quedará el sujetar la Grecia entera a vuestro dominio, escogiendo para ello 300 000 hombres de vuestro ejército.

Temiendo que los griegos pudieran atacar los pontones tendidos en el Helesponto, atrapando así a Jerjes en Europa, el rey persa decidió marcharse con gran parte de su ejército. Mardonio eligió a dedo algunas tropas para que se quedaran con él en Grecia, las unidades de élite de la infantería y la caballería, para intentar completar la conquista del mundo heleno. Sin embargo, todas las fuerzas persas abandonaron el Ática e invernaron en Beocia y Tesalia, con lo que los atenienses pudieron retornar a su ciudad arrasada para pasar el invierno.
Al año siguiente, 479 a. C., Mardonio recapturó Atenas y el ejército aliado permaneció protegiendo el istmo de Corinto. A pesar de ello, los helenos, bajo liderazgo espartano, intentaron finalmente forzar a Mardonio a combatir y marcharon hacia el Ática. El general persa retrocedió hasta Beocia para atraer a los aliados a un terreno abierto y ambos bandos acabaron por encontrarse cerca de la ciudad de Platea, que había sido arrasada el año anterior. Allí, en la batalla de Platea, el ejército griego consiguió una victoria decisiva, aniquilando a gran parte del ejército medo y poniendo fin a la invasión persa de Grecia. Mientras, en la casi simultánea batalla naval de Mícala la armada aliada acabó con lo que quedaba de la flota persa.

## Significación
La batalla de Salamina marcó un punto de inflexión en las guerras médicas. Tras este combate naval, el Peloponeso, y por extensión Grecia como una entidad, se salvaron de la invasión. Los persas, por su parte, sufrieron un duro golpe a su prestigio y moral, además de grandes pérdidas materiales y humanas. Tras las posteriores batallas de Platea y Mícala desapareció para los griegos la amenaza de invasión, y los aliados pudieron pasar a la contraofensiva. La victoria helena permitió que Macedonia se rebelara contra el dominio persa, y en las tres décadas siguientes, Tracia, las islas del Egeo y, finalmente, Jonia, fueron liberadas del dominio del imperio aqueménida por los aliados o por la Liga de Delos. Salamina inició un giro decisivo en el balance de fuerzas a favor de los griegos que culminó en su victoria final y en una reducción considerable del poder persa en el mar Egeo.
Al igual que las batallas de Maratón y las Termópilas, Salamina se ha convertido en una «leyenda» (a diferencia de la todavía más decisiva batalla de Platea), quizás debido a las desesperadas circunstancias y las posibilidades improbables. Muchos historiadores sitúan Salamina como uno de los combates más decisivos de la historia de la humanidad, al igual que el combate de Maratón. Más aún, algunos estudiosos argumentan que si los griegos hubieran sido derrotados en Salamina, la consiguiente conquista persa de Grecia habría acabado con el desarrollo de la «civilización occidental» tal y como la conocemos. Este punto de vista se basa en la premisa de que muchos pilares de la sociedad occidental actual, como la filosofía, la ciencia, las libertades personales o la democracia, tienen sus raíces en el legado de la Antigua Grecia. Por lo tanto, esta escuela de pensamiento sostiene que, dado el dominio del mundo occidental en la historia moderna, la conquista persa del mundo heleno habría cambiado el curso de la Historia. Sin embargo, también es posible argumentar lo contrario, pues los jonios, sometidos al poder persa, conservaron su propia cultura, aunque no tenían democracia y carecían de numerosas características por las que es celebrada la cultura ateniense, como las libertades personales y la democracia. También vale la pena mencionar que el florecimiento de la admirada e influyente cultura ateniense se produjo solo después de la victoria sobre los persas.
Militarmente es difícil extraer lecciones de Salamina, sobre todo por la incertidumbre de conocer lo que realmente sucedió. Una vez más los aliados eligieron el escenario a fin de minimizar el peso de la superioridad numérica del enemigo, pero esta vez, y a diferencia de las Termópilas, tuvo que producirse el innecesario ataque persa a su posición para que fuera efectivo. Por ello, la lección militar más destacada fue el uso de la desinformación y el engaño por parte de Temístocles para provocar la deseada respuesta del enemigo.